# Tarczyn (công xã)
Gmina Tarczyn là một Gmina đô thị-nông thôn (quận hành chính) ở Piaseczno, Masovian Voivodeship, ở miền đông trung bộ Ba Lan. Khu hành chính của nó là thị trấn Tarczyn, nằm cách khoảng 16 kilômét (10 mi) về phía tây nam của Piaseczno và 29 km (18 mi) về phía tây nam Warsaw.
Gmina có diện tích 114,15 kilômét vuông (44,1 dặm vuông Anh), và tính đến năm 2006, tổng dân số của nó là 10,522 (trong đó dân số Tarczyn lên tới 3.886, và dân số của vùng nông thôn của Gmina là 6.636).
Gmina chứa một phần của khu vực được bảo vệ gọi là Công viên cảnh quan Chojnów.

## Làng
Ngoài thị trấn Tarczyn, Gmina Tarczyn chứa các làng và các khu định cư của Borowiec, Brominy, Bystrzanów, Cieśle, Drozdy, Duki, Gąski, Gładków, Grzędy, Grzywiczówka, Janówek, Jeżewice, Jeziorzany, Józefowice, Julianow, Kawęczyn, Kolonia Jeziorzany, Kolonia Świętochów, Komorniki, Komorniki Kolonia, Kopana, Korzeniówka, Kotorydz, Księżak, Księżowola, Lesna Polana, Leśniczówka Mirchów, Nhiều, Marianka, Marylka, tọc mạch, Nowa Wies, Nowe Racibory, Pamiątka, Parcele Jeżewice, Pawłowice, Pawłowice Kopana, Popielarze, Prace Duże, Prace Duże-Kolonia, Prace Nam, Przypki, Racibory, Rembertów, Ruda, Skrzeczeniec, Stara Kopana, Stara Wies, Stefanówka, Suchodół, Suchostruga, Świętochów, Tarnówka, Werdun, Wola Przypkowska-Kolonia, Wolka Jeżewska và Wylezin.

## Gmina lân cận
Gmina Tarczyn giáp với các Gmina của Grójec, Lesznowola, Nadarzyn, Piaseczno, Pniewy, Prażmów và abia Wola.